# Рентгеновский сканер
Рентге́новские ска́неры — устройства, используемые для получения рентгеноскопических изображений. Эти сканеры используются в различных областях: в сфере безопасности, в дефектоскопии и т.п. Иногда рентгеновскими сканерами называют медицинские рентгеновские аппараты.

## История
В 1895 году Вильгельм Рентген  при проведении экспериментов с вакуумной катодно-лучевой трубкой впервые обнаружил проникающее излучение, впоследствии названное Х-лучами или рентгеновским излучением.
Первое рентгеновское изображение было получено с руки жены В. Рентгена. Изображение показывало её обручальное кольцо, надетое на палец, а также кости руки. 18 января 1896 «рентгеновская машина» была официально представлена Х. Смитом, новая машина представлялась общественности как техническое чудо. В мае 1896 Томас Эдисон собрал удобный демонстрационный аппарат и демонстрировал чудеса рентгена публике. После того как его помощник умер от лучевых ожогов, полученных в результате частой демонстрации снимков своих рук, Эдисон прекратил выступления. Многие были очарованы открытием подобных устройств, а некоторые люди были обеспокоены возможностью с помощью таких аппаратов смотреть сквозь двери и нарушать частную жизнь. 
Практически тогда же, в 1896, был найден вариант применения лучей для медицинских целей и сделан первый рентгеновский снимок медицинского назначения - сломанная кисть Эдди МакКарти, пациента проф. Эдвина Фроста, за 20 минут экспонирования.
В 1940-х, 1950-х рентгеновские сканеры использовались в различных областях человеческой деятельности, к примеру, в магазинах для помощи в продаже обуви (снимок показывал, насколько обувь подходит покупателю). Тем не менее, в 1957 году подобный сканер был запрещён в Пенсильвании по причине того, что привлекал детей. В дальнейшем, подобное использование рентгеновских сканеров прекратилось.

## Обзор технологии
Рентгеновский сканер обычно состоит из источника рентгеновских лучей (рентгеновской трубки или ускорителя) и системы детектирования. Детекторы можно разделить на:
- аналоговые (специальная плёнка)
- цифровые (детекторная линейка, матрица (плоскопанельный детектор)

## Досмотровое рентгеновское оборудование

### Багажные сканеры (интроскопы)

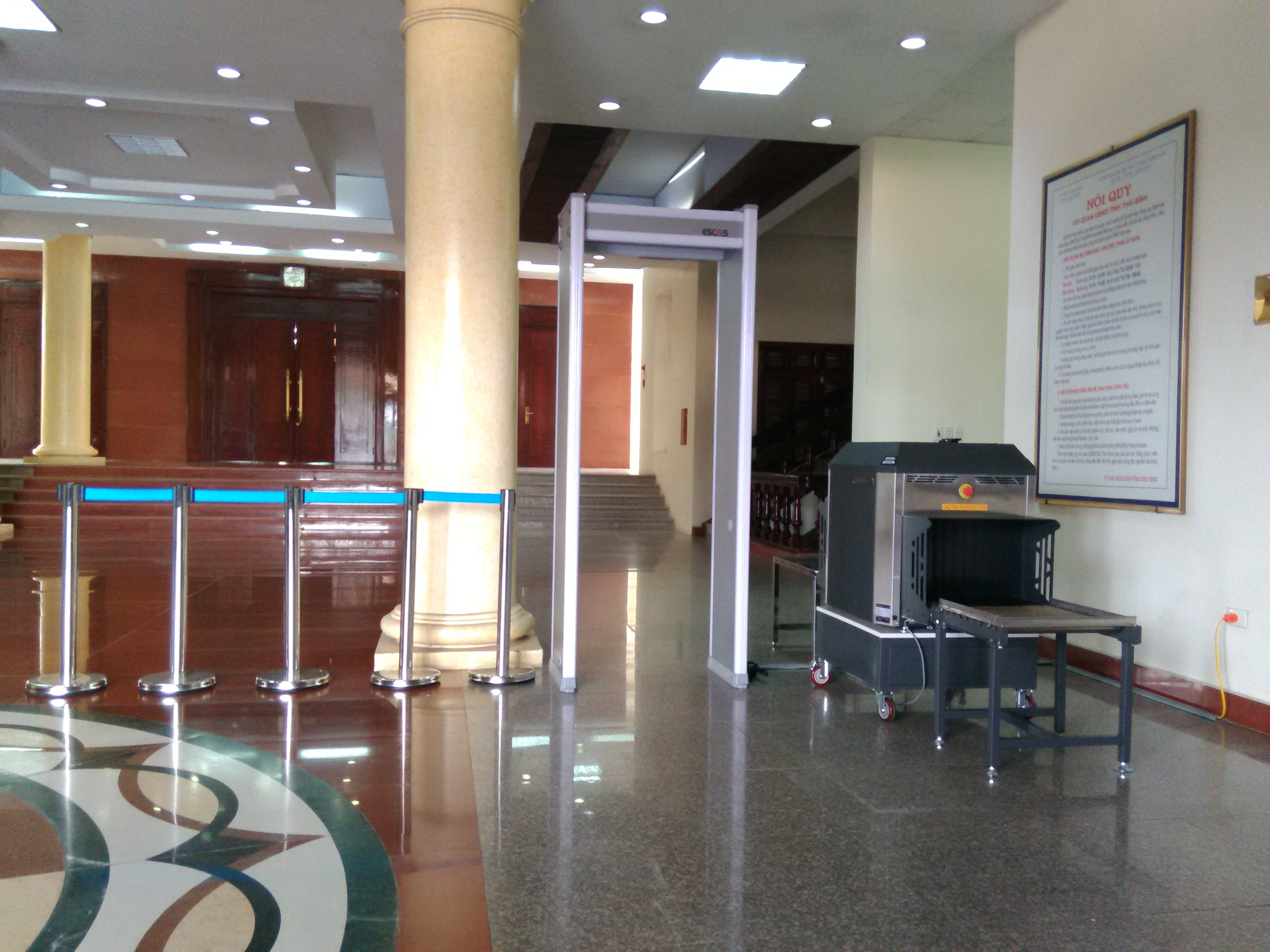
Рентгеновский багажный сканер (интроскоп) и металлодетектор на пункте пропуска

Рентгеновские сканеры используются для бесконтактного досмотра грузов и багажа на предмет возможного наличия оружия, наркотиков и взрывчатых веществ. Рентгеновское излучение локализовано внутри корпуса сканеров и поэтому они безопасны для окружающих. Основной частью таких сканеров является генератор рентгеновских лучей, детекторная линейка для детектирования лучей, проходящих через досматриваемый багаж, блок обработки данных для преобразования сигналов, полученных с детекторной линейки в изображение и конвейер, который используется для проведения багажа через сканер. Полученные изображения отображаются на компьютерном терминале, обычно установленном вблизи сканера. Различают несколько типов багажный сканеров:
- Однопроекционные системы - в системе установлен один рентгеновский генератор. Направление луча отличается в зависимости от конфигурации и размеров интроскопа (чаще всего - снизу вверх или сверху вниз, реже - сбоку). Помимо конвейерных интроскопов встречаются установки закрытого типа, когда просвечиваемый багаж необходимо поместить в специальный отсек с запирающейся дверцей (такие аппараты имеют существенно более низкую пропускную способность, но подходят для установки в стесненных условиях).
- Двухпроекционные и более - в системе установлено соответственно несколько генераторов, размещённых под разными углами, что позволяет более качественно производить инспекцию багажа, так как можно рассмотреть объект под разными углами. Широко применяются при досмотре ручной клади и багажа в аэропортах и на ряде других объектов с высокими требованиями к безопасности. Существуют также высокоскоростные многопроекционные интроскопы, предназначенные для автоматического обнаружения взрывчатых веществ в зарегистрированном багаже авиапассажиров. Такие аппараты позволяют частично автоматизировать процесс обнаружения взрывчатых веществ, при котором большинство решений о безопасности багажа система принимает автоматически без участия оператора, а оператору на анализ направляются изображения только того багажа, который система посчитала подозрительным (этот класс устройств принято называть Explosive detection system, EDS). Как правило, EDS весьма громоздки и устанавливаются в технологических отсеках аэропортов, где встраиваются в системы обработки багажа. Хотя многопроекционные EDS продолжают производиться крупными разработчиками досмотрового оборудования, они все больше вытесняются CT-технологией.
- CT-сканеры - основанные на технологии компьютерной томографии. Позволяют получить трехмерное изображение багажа и свободно манипулировать им для анализа. 
  - История внедрения CT-сканеров для досмотра зарегистрированного багажа авиапассажиров. Первый образец такой системы был разработан компанией InVision Technologies (США) в середине 1990-х годов и получил название CTX, а вскоре аналогичную систему eXaminer 3DX разработала компания L-3 Communications в партнерстве с Analogic Technologies. В период с 1997 по 2000 годы томографическими EDS производства двух указанных компаний массово оснащались аэропорты США. Федеральное управление гражданской авиации США (FAA) еще до передачи полномочий в области авиационной безопасности Управлению транспортной безопасности США (TSA) стала первой страной в мире, установившей стандарт обязательного применения томографической технологии во вновь устанавливаемых EDS для сдаваемого багажа.
  - Плюсы: в отличии от подобных систем, основанных на стандартной рентгенотелевизионной технологии, томографические EDS характеризуются существенно низким уровнем ложных тревог, а также способностью выявлять листовые ВВ, в том числе замаскированные в электронике.
  - Минусами EDS, основанных на CT - технологии, является существенно более высокая стоимость как приобретения, так и владения такими установками ввиду высокой технической сложности компьютерных томографов, а также большого количества подвижных элементов в их конструкции. Изначально CT-сканеры были фактически переняты из медицинской сферы, включая вращающийся гентри (систему, состоящую из рентгеновского генератора и детекторных линеек). Вращающаяся на высокой скорости конструкция изнашивается быстрее традиционных рентгенотелевизионных установок и чаще требует юстировки. Долгое время томографические EDS не позволяли достичь той пропускной способности, которую предоставляли многопроекционные EDS. Ввиду этих недостатков некоторые производители разработали  CT-сканеры, основанные на применении множества попарно установленных рентгеновских излучателей и приемников, без применения вращающегося гентри. Примеры - Rapiscan RTT-80 и 110, L-3 Communications (Leidos) MV3D.
  - Современные тенденции. С конца 2010-х годов стал возрастать интерес как руководства крупных аэропортов, так и регулирующих органов в сфере гражданской авиации к применению CT-сканеров для досмотра ручной клади[4]. В 2018 году сразу три мировых лидера в сфере производства досмотрового оборудования представили на рынок свои установки: L-3 Communications (Leidos) ClearScan, Rapiscan 920CT, Smiths Detection HI-SCAN 6040 CTiX. Дополнительными преимуществами компьютерной томографии на пунктах предполетного досмотра пассажиров является отмена необходимости выкладывать электронику и жидкости из ручной клади в отдельный контейнер.

В настоящее время по всему миру ведутся разработки технологий с использованием глубокого машинного обучения (нейросетей) для автоматизации процесса досмотра и снижения влияния человеческого фактора на процедуру досмотра.  

### Сканеры персонального досмотра
Сегодня можно выделить три основные направления развития сканеров персонального досмотра:
- Микроволновые сканеры, использующие отражённый сигнал волн миллиметрового диапазона.
- Сканеры, основанные на технологии обратного рассеивания, использующие эффект отражения рентгеновских лучей. В таких сканерах значительно уменьшена мощность рентгеновского излучения (полученная доза за время сканирования не более 0,05 μSv или 0,0005 mrem), так как не требуется прохождения лучей через тело человека. Чувствительные приемники детектируют отражённые телом лучи, отображая плотные предметы, находящиеся под одеждой. Выглядят рентгеновские сканеры как два высоких шкафа, между которыми требуется встать.[5]

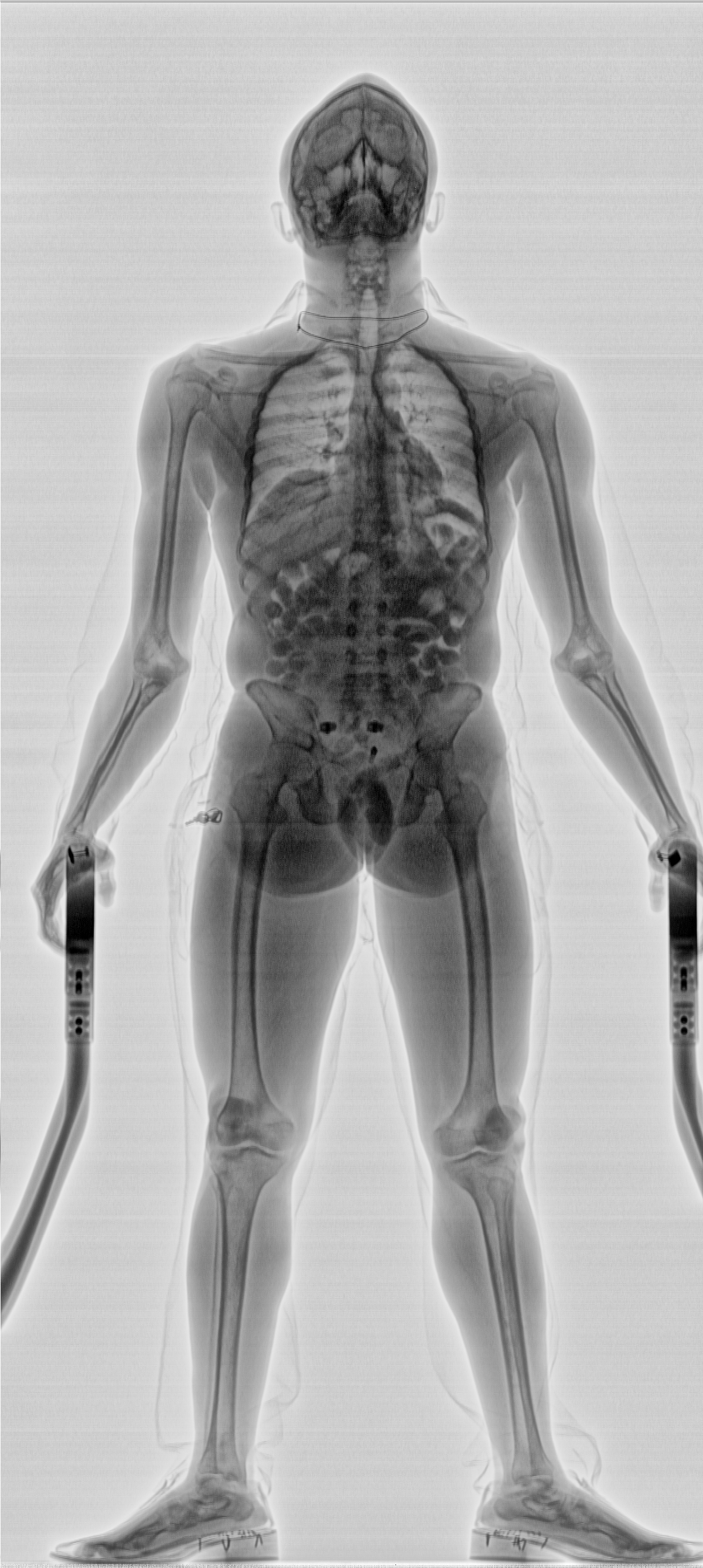
Рентгеновский снимок человека с наркотиками в желудке, снятый на сканере с проникающей технологией

- Сканеры персонального досмотра, основанные на технологии проникающего рентгеновского излучения.[6] В этих сканерах рентгеновское излучение проходит сквозь тело человека и затем улавливается детектором или линейкой детекторов. Этот вид сканеров персонального досмотра позволяет обнаружить объекты, спрятанные не только под одеждой, но и внутри тела человека (например, перевозимые наркокурьерами в желудке наркотики) или в его естественных полостях. Полученная доза составляет в районе 0,25 μSv и в основном регулируется американским стандартом по радиационной безопасности для систем персонального досмотра, использующих гамма- или рентгеновское излучение ANSI 43.17.2009[7]. Существуют модификации в рентгенозащитной кабине, позволяющей исключить воздействие отражённого излучения на персонал и окружающих людей. Можно выделить одно- и двух проекционные сканеры, позволяющие одной проекцией получить снимок всего тела, а второй проекцией получить снимок определённых областей (например, области живота), представляющих интерес с точки зрения поиска сокрытых предметов. Обычно сканирование по второй проекции происходит на большей дозе и является уже не стандартной процедурой, а углублённым досмотром подозрительного субъекта, проводимой выборочно и обычно по подозрению сотрудников служб.

### Сканеры для досмотра грузов и транспортных средств

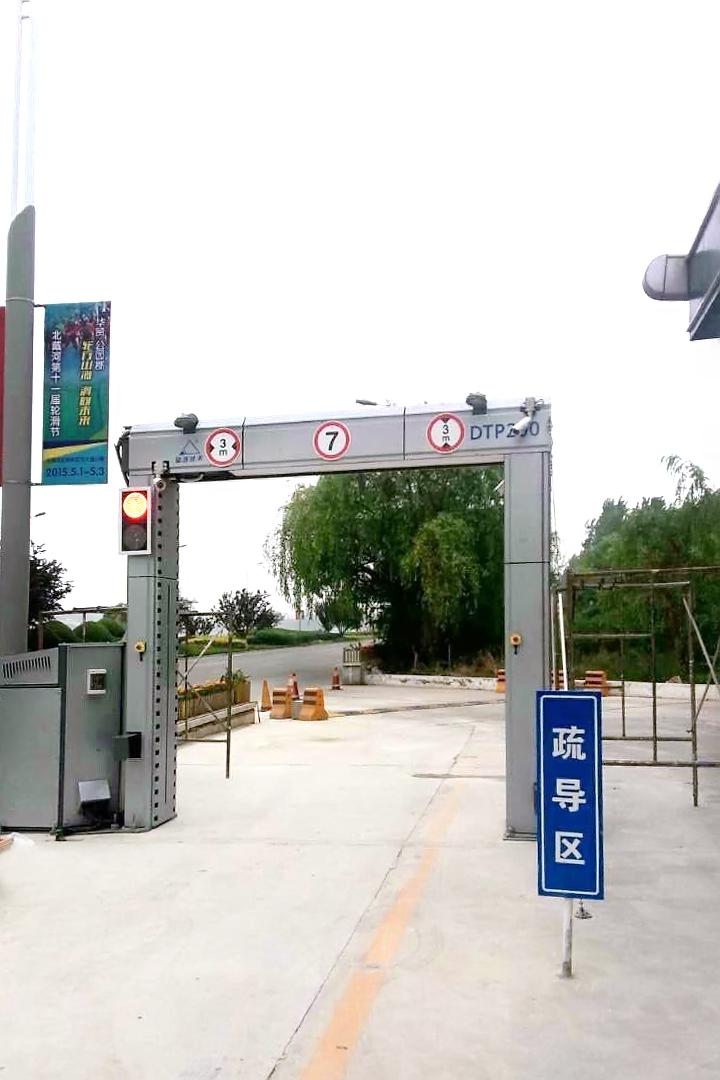
Рентгеновская портальная досмотровая система для сканирования легковых автомобилей и пассажирских фургонов

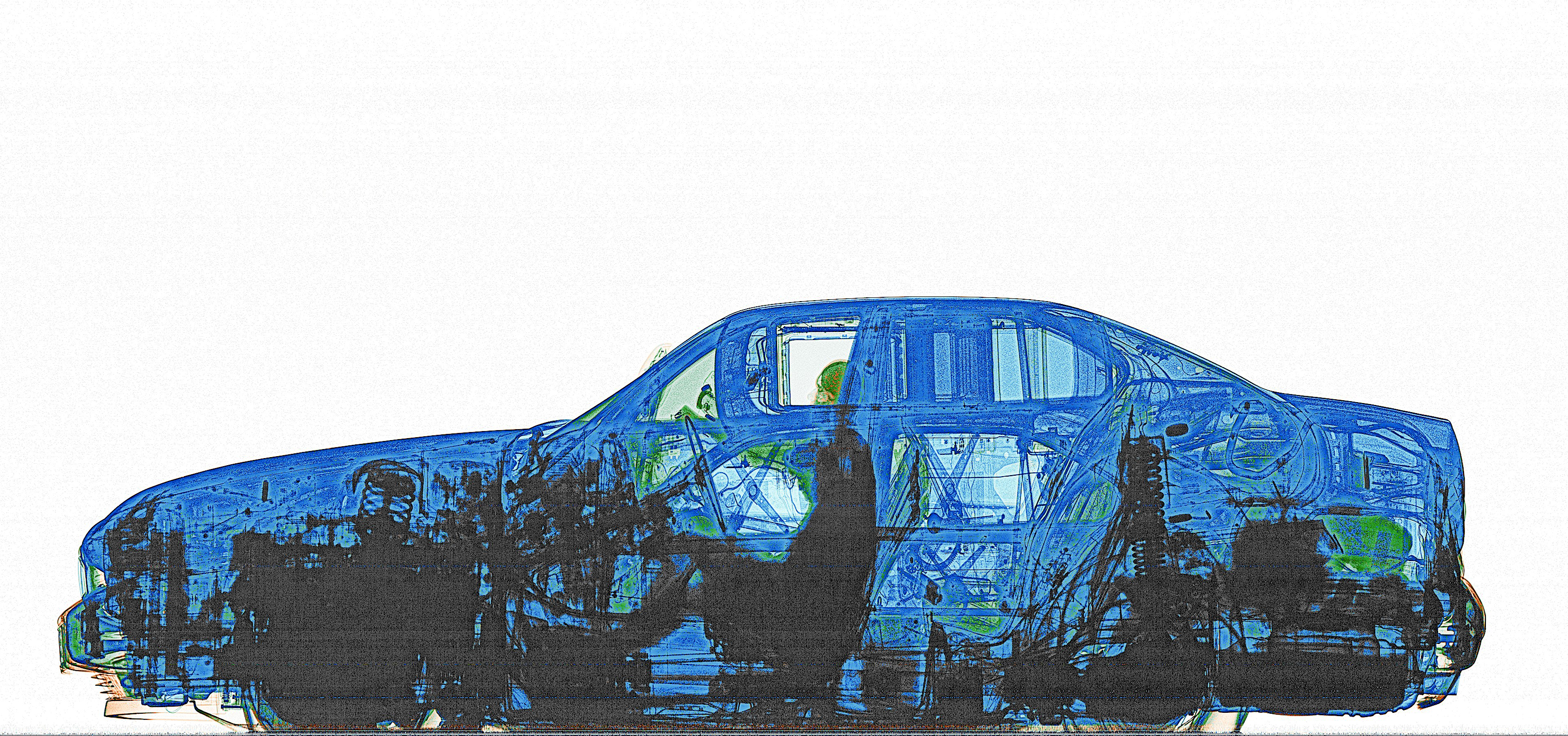
Рентгеновский снимок BMW E34

Используются для сканирования крупных грузов, морских контейнеров, железнодорожных составов, а также легковых и грузовых автомобилей. Получены за счёт укрупнения, но базируются на тех же принципах, что и прочие рентгеновские сканеры. Принципиально разделяются по мощности использованных источников:
- Для рентгеновского сканирования пассажирских автомобилей применяются рентгеновские генераторы низкой мощности (200-400 кВт), что позволяет не выходить из автомобиля водителю и пассажирам в процессе сканирования - автомобиль сам проезжает через установку. Средняя полученная доза составляет не более 2 μSv.
- Для сканирования объектов более высокой плотности, с толстыми металлическими стенками используются генераторы высокой мощности, бетатроны. Мощность генераторов в таком случае 5000-8000 МэВ и сканирование человека на этих устройствах на полной мощности запрещено. Производители выходят из ситуации двумя путями: сканируя пустое транспортное средство, протягивая его сквозь детекторную рамку или проезжая детектором по стоящему транспортному средству, либо сканируя кабину с водителем на низкой, допустимой для человека дозе (или не сканируя кабину вообще), а кузов - на высокой. Установки мощностью в 5000 МэВ не обладают возможностью окрашивать снимки, выделяя объекты по атомному номеру, установки с более высокой мощностью данной функцией обладают, что позволяет быстро визуально определить на снимке биологические объекты, металлы и т. п.

### Переносные (компактные) рентгеновские сканеры
Помимо стационарных, существуют переносные рентгеновские сканеры, представляющие собой компактный генератор, который можно носить в руке, и детектор, чаще всего плоскопанельный. Они используются для выборочного сканирования мелких объектов или частей крупных, которые не помещаются в стандартные установки. По своей идеологии похожи на переносные системы неразрушающего контроля.

### Передвижные рентгеновские сканеры
Передвижные рентгеновские сканеры можно условно разделить на два вида:
- стационарный сканер, установленный на какое-либо шасси (автомобиль, фургон, ж/д вагон). Обычно за счёт такой конструкции формируются передвижные (мобильные) пункты досмотра и КПП. Наиболее часто на стандартные шасси с определёнными доработками устанавливаются системы сканирования багажа либо человека.
- передвижной сканер - глубоко переработанное или разработанное с нуля для этой цели транспортное средство. Чаще всего это сканеры для досмотра крупных объектов - грузов, транспортных средств, контейнеров. Они могут собираться в транспортное положение, а при необходимости достаточно быстро разворачиваются в рабочее.

## Медицинское рентгеновское оборудование
В редких случаях рентгеновскими сканерами называют аппараты медицинской рентгенографии.

## Системы рентгеновского (радиографического) неразрушающего контроля

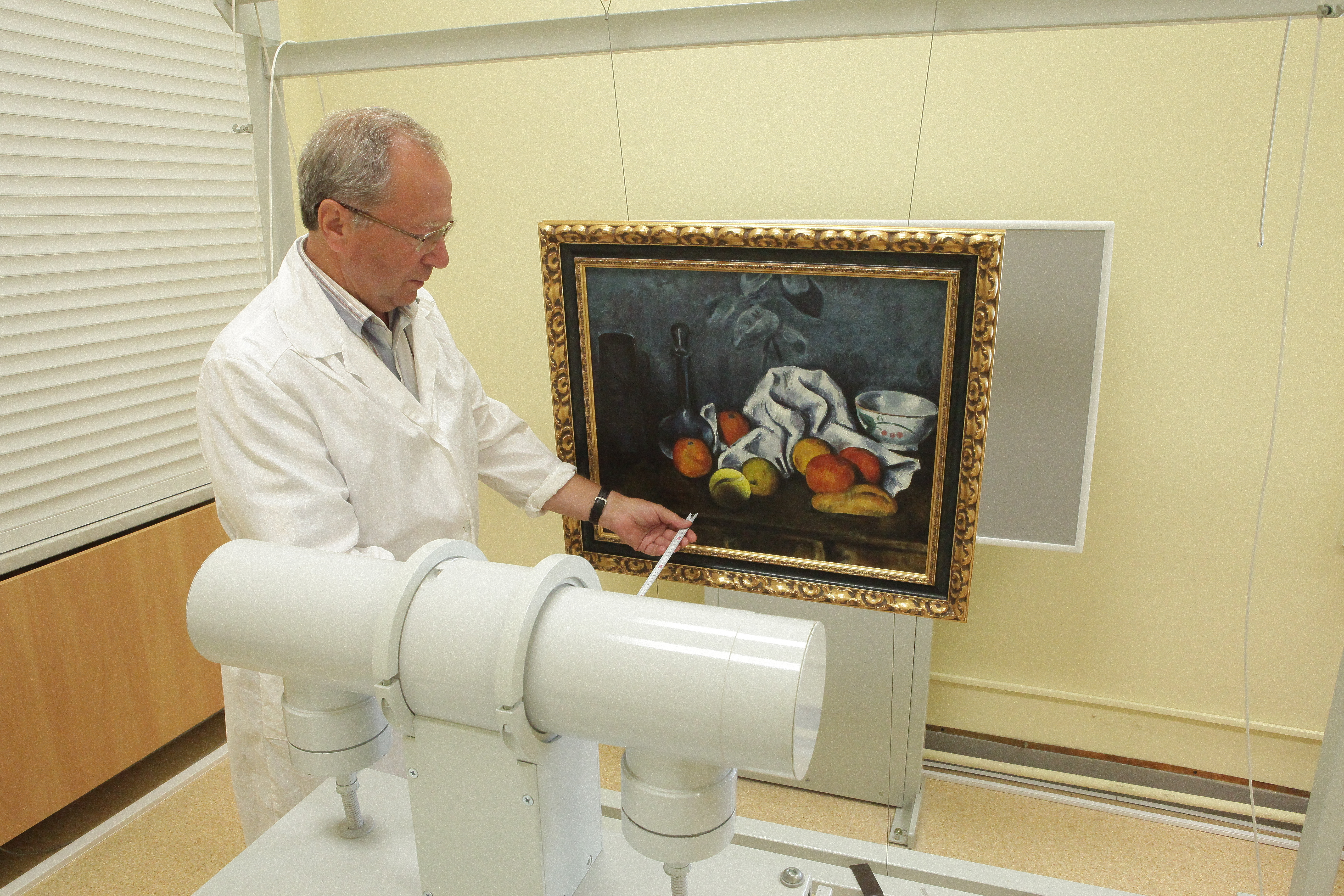
Рентгеновский сканер для неразрушающего контроля предметов живописи и искусства

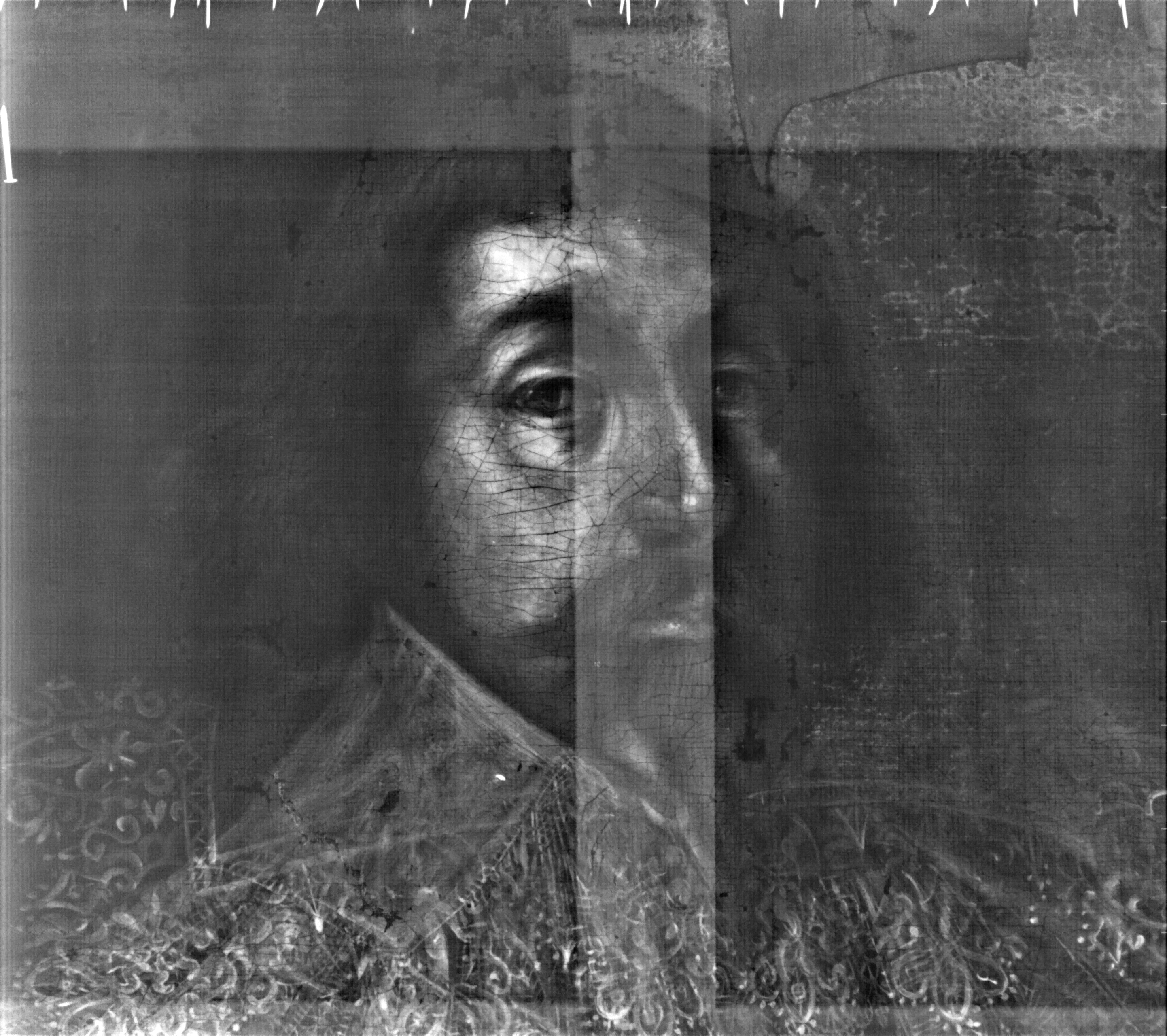
Рентгеновский снимок картины, на котором виден скрытый слой

Рентгеновские сканеры используются в обнаружении дефектов в изделиях и материалах как один из методов неразрушающего контроля. Основными областями применения являются пищевая промышленность, электроника, автомобильная промышленность, металлургия, нефтегазовая отрасль. Интересное применение рентгеновским сканерам находят в музейной и коллекционной области: рентгеновской анализ произведений искусств, проверка предметов живописи на подлинность и наличие скрытых слоев, а также исследование иных произведений без любых разрушающих воздействий.